# Андай-Кот-Баск-Сюд
Анда́й-Кот-Баск-Сюд (фр. Hendaye-Côte Basque-Sud) — кантон во Франции, находится в регионе Аквитания, департамент Атлантические Пиренеи. Входит в состав округа Байонна.
Код INSEE кантона — 6410. Всего в кантон Андай-Кот-Баск-Сюд входит 3 коммуны, центральный офис расположен в Андайе.

## История
Кантон был образован декретом от 25 февраля 2014 года, который вступил в силу 22 марта 2015 года. В состав новообразованного кантона вошли коммуны упразднённого кантона Андай.

## Население
Население кантона на 2015 год составляло … человек.

## Коммуны кантона
| Коммуна | Население, чел. (2010) | Почтовый индекс | Код INSEE |
| ------- | ---------------------- | --------------- | --------- |
| Андай   | 15 370                 | 64700           | 64260     |
| Бирьяту | 1087                   | 64700           | 64130     |
| Юррюнь  | 8673                   | 64122, 64700    | 64545     |